# Italia's Got Talent (decima edizione)
La decima edizione del talent show Italia's Got Talent, composta da 8 puntate, è andata in onda dal 15 gennaio al 6 marzo 2020. L'edizione è stata vinta dal ventriloquo Andrea Fratellini e dal suo pupazzo, Zio Tore.
Si tratta della quinta edizione realizzata da Sky, che la trasmette su TV8 in chiaro e in contemporanea su Sky Uno.
La conduzione del programma è stata affidata per la quarta edizione consecutiva a Lodovica Comello, la quale è presente in tutte le puntate di audizioni ad eccezione della finale, per via del suo parto imminente: in tale occasione viene infatti sostituita da Enrico Papi.
Nella serata finale, a causa dei problemi con i trasporti e le frontiere causate dalla COVID-19, Joe Bastianich, rimasto negli Stati Uniti, viene sostituito in giuria da Enrico Brignano; inoltre, sempre per le stesse ragioni, secondo l'ordinanza emanata dal Governo nella giornata del 4 marzo 2020, la serata si svolge senza il pubblico in studio.

## Novità
Al tavolo dei giudici ci sono stati dei cambiamenti: Claudio Bisio, dopo 4 edizioni, lascia il programma e viene sostituito da Joe Bastianich.
Viene inoltre modificato e accorciato il meccanismo di selezione dei finalisti: non sono più presenti le semifinali, ma alla fine di ognuna delle 7 puntate di Audizioni i giudici sceglieranno un finalista tra i concorrenti che hanno visto sul palco; ad essi si aggiungeranno i 4 che avranno ottenuto il golden buzzer e un ultimo scelto dal pubblico tra i concorrenti non scelti dai giudici, per un totale di 12 finalisti.

## Audizioni
I casting preparatori del programma si sono svolti il 8 e 9 giugno al Palazzo dei Congressi di Roma e il 29 e 30 giugno 2019 al Palacongressi di Rimini. Le audizioni davanti ai giudici si sono svolte nelle seguenti località:
| Date                           | Città    | Sede                    |
| 6-7-8 settembre 2019           | Avellino | Teatro Carlo Gesualdo   |
| 16-17-18 settembre 2019        | Milano   | Teatro degli Arcimboldi |
| 30 settembre, 1-2 ottobre 2019 | Vicenza  | Teatro Comunale         |

In questa sezione sono riportati tutti i concorrenti che hanno superato la fase di Audizioni, ottenendo almeno tre sì.

### Prima puntata
La prima puntata di Audizioni è andata in onda il 15 gennaio 2020. I concorrenti che sono passati in questa prima puntata sono:
| Nome artista                       | Genere                          | Voti |
| ---------------------------------- | ------------------------------- | ---- |
| Pompon & Strong B                  | Bambine acrobate con il cerchio | 4 sì |
| World Taekwondo Demonstration Team | Atleti di arti marziali         |      |
| Italo Pasquini                     | Atletica Spettacolo             | 3 sì |
| Troy James                         | Contorsionista                  | 4 sì |
| Hyde                               | Mago                            | 3 sì |
| Carla Shadan                       | Ballerina                       | 4 sì |
| Gabriele e Lorenzo Di Marzo        | Ballerini                       | 4 sì |
| Alpha Code                         | Crew                            | 4 sì |
| Roberto e Dodo                     | Acrobati                        | 4 sì |
| Andrea Fratellini e Zio Tore       | Ventriloquo                     | 4 sì |
| JBeat & Marinelli                  | Beatboxer e pianista            | 4 sì |

È stato premuto il primo Golden Buzzer di questa edizione: Mara Maionchi ha premiato il World Taekwondo Demonstration Team, atleti di taekwondo. Purtroppo a seguito della vicenda COVID-19 non si sono potuti presentare in Finale.
Il finalista scelto dai giudici è il ventriloquo Andrea Fratellini.

### Seconda puntata
La seconda puntata di Audizioni è andata in onda il 22 gennaio 2020. I concorrenti che sono passati in questa seconda puntata sono:
| Nome artista              | Genere                  | Voti |
| ------------------------- | ----------------------- | ---- |
| Gym and Cheer             | Ginnasti                | 4 sì |
| Iorio Family              | Musicisti               | 4 sì |
| Emanuele e Chico          | Addestratore con cane   | 4 sì |
| Ignafire                  | Escapologo              | 3 sì |
| Le Ottomani               | Pianiste                | 4 sì |
| Doretta Gamberini         | Otomante                | 4 sì |
| Marula Eugster Rigolo     | Artista dell'equilibrio | 4 sì |
| Ricomincio da tre         | Comici                  | 4 sì |
| Quattro                   | Chitarristi             | 4 sì |
| Daniel Esteban Lorenzo    | Acrobata                | 4 sì |
| Ulzi                      | Contorsionista          | 4 sì |
| Francesco "Brazzo" Brizio | Rapper sordo            | 4 sì |

I finalisti scelti dai giudici sono la Iorio Family, musicisti.

### Terza puntata
La terza puntata di Audizioni è andata in onda il 29 gennaio 2020. I concorrenti che sono passati in questa terza puntata sono:
| Nome artista                               | Genere                        | Voti |
| ------------------------------------------ | ----------------------------- | ---- |
| Wom Project                                | Ballerini                     | 4 sì |
| Mauro Mastrapasqua                         | Anziano strongman             | 3 sì |
| Felice Aguilar                             | Ballerina                     | 4 sì |
| Rebecca Savoia                             | Conta le lettere delle parole | 4 sì |
| Silvio Cavallo                             | Cantante comico               | 4 sì |
| Asia Perris                                | Ginnasta                      | 4 sì |
| Claudia Lawrence                           | Anziana ballerina e cantante  |      |
| Ponzio Pilates                             | Band                          | 3 sì |
| Marco Sforzi                               | Comico                        | 4 sì |
| Sofia Zaninotto                            | Acrobata                      | 4 sì |
| Mario Bove                                 | Mago                          | 4 sì |
| Sant Jarnail Singh Ji Gurmat Gatka Academy | Fachiri                       | 4 sì |

È stato premuto il secondo Golden Buzzer di questa edizione: Frank Matano ha premiato Claudia Lawrence, anziana ballerina e cantante.
Il finalista scelto dai giudici è Silvio Cavallo, cantante comico.

### Quarta puntata
La quarta puntata di Audizioni è andata in onda il 12 febbraio 2020. I concorrenti che sono passati in questa quarta puntata sono:
| Nome artista                | Genere                       | Voti |
| --------------------------- | ---------------------------- | ---- |
| Antigravity Show            | Illusionisti informatici     | 4 sì |
| Sara Bertoni                | Bambina ballerina            | 4 sì |
| Bruno Riffaldi              | Bambino atleta con monociclo | 4 sì |
| Tic Tac                     | Crew di bambini              | 4 sì |
| Marco Miele                 | Mago                         | 4 sì |
| Tiziano Casu e Tim Stodieck | Ballerini                    | 4 sì |
| Il Grande Antonimus         | Fachiro                      | 3 sì |
| Cecilia Manfrini            | Ballerina e ginnasta         | 4 sì |
| Enrico Seminara             | Cantante                     | 4 sì |
| Silver Ice                  | Cantante                     | 4 sì |
| S Dance Company             | Ballerini                    | 4 sì |

I finalisti scelti dai giudici sono gli Antigravity Show, illusionisti informatici.

### Quinta puntata
La quinta puntata di Audizioni è andata in onda il 19 febbraio 2020. I concorrenti che sono passati in questa quinta puntata sono:
| Nome artista              | Genere            | Voti |
| ------------------------- | ----------------- | ---- |
| Mosson Drum & Bugle Corps | Banda musicale    | 4 sì |
| Tropical Gem              | Ballerini         | 4 sì |
| Gabriele Mancina          | Bambino rumorista | 4 sì |
| Vanesa Krasniqi Vanny     | Cantante comica   | 3 sì |
| Electraglide              | Ballerine         | 4 sì |
| Marco Rea                 | Mago              | 4 sì |
| Akka Team                 | Crew              | 4 sì |
| Daniele Ciniglio          | Monologhista      | 4 sì |
| Mike Rollins              | Comico            | 4 sì |
| One Horse Band            | Musicista         | 4 sì |
| Sunshine Gospel Choir     | Coro              |      |
| Compagnia Colonna         | Pole dancers      | 4 sì |

È stato premuto il terzo Golden Buzzer di questa edizione: Joe Bastianich ha premiato il Sunshine Gospel Choir.
I finalisti scelti dai giudici sono la Compagnia Colonna, pole dancers.

### Sesta puntata
La sesta puntata di Audizioni è andata in onda il 26 febbraio 2020. I concorrenti che sono passati in questa sesta puntata sono:
| Nome artista                           | Genere                      | Voti |
| -------------------------------------- | --------------------------- | ---- |
| FM Labs                                | Inventori                   | 4 sì |
| Marisol Castillanos Aguilera           | Bambina pole dancer         | 4 sì |
| Fortunello e Marbella                  | Giocolieri                  | 4 sì |
| Hansini Fernando                       | Bambina ballerina           | 4 sì |
| Piergiuseppe De Giorgi                 | Bambino percussionista      | 4 sì |
| Shade Flamewater                       | Mangiafuoco                 | 4 sì |
| Adel Ahmed                             | Comico                      | 4 sì |
| Asia Tromler                           | Ginnasta                    | 4 sì |
| Io, lui e l'altro                      | Cantanti e ballerini comici | 4 sì |
| Matteo e Freccia                       | Addestratore con cane       | 4 sì |
| Alan e Tommaso                         | Musicisti                   | 4 sì |
| Davide Allena                          | Mago                        | 4 sì |
| Maria Dayana Salvo                     | Cantante                    | 4 sì |
| Powa Tribe                             | Crew                        | 4 sì |
| Coro degli Angeli Universitari di Roma | Cantanti                    | 4 sì |
| El Gato                                | Cantante e animatore        | 4 sì |

I Finalisti scelti dai giudici sono la crew Powa Tribe.

### Settima puntata
La settima puntata di Audizioni è andata in onda il 4 marzo 2020. I concorrenti che sono passati in questa settima puntata sono:
| Nome artista                | Genere                    | Voti |
| --------------------------- | ------------------------- | ---- |
| Katlin Quadrelli            | Artista con gli hula hoop | 3 sì |
| Nathan Scala                | Bambino violinista        | 4 sì |
| Alessandra Platania         | Cantante e rapper         | 4 sì |
| Compagnia Opus Vallet       | Ballerini                 | 4 sì |
| Sara Lima                   | Bambina acrobata          | 4 sì |
| Iglesias Family             | Ballerini                 | 4 sì |
| Jambow Jane                 | Band                      | 4 sì |
| Big Cedars                  | Cantanti e musicisti      | 4 sì |
| Francesco Carrer            | Bambino cantante          |      |
| Gruppo Neoclassico Arti's   | Ballerine                 | 4 sì |
| Carmine De Rosa             | Musicista elettronico     | 4 sì |
| Claudio Morici              | Comico                    | 4 sì |
| Jessica e Drew              | Ballerini                 | 4 sì |
| Vocal Blue Trains           | Coro                      | 4 sì |
| Waackengers                 | Ballerine                 | 4 sì |
| Stefan Bojic                | Tennista e giocoliere     | 4 sì |
| Francesco Alfieri           | Acrobata con il cerchio   | 4 sì |
| ASD Armonia d'Abruzzo       | Ginnaste e ballerine      | 4 sì |
| Sergio e Sara               | Addestratore con cavallo  | 4 sì |
| Giuseppe Caggiano "Pinuzzo" | Ballerino                 | 4 sì |
| Natasha Korotkina           | Danzatrice del ventre     | 4 sì |

È stato premuto il quarto Golden Buzzer di questa edizione: Federica Pellegrini ha premiato il giovanissimo cantante Francesco Carrer.
Il finalista scelto dai giudici è il comico Claudio Morici.
Al termine della puntata sono stati annunciati i 4 concorrenti che si contendono l'ultimo posto in Finale ed è il pubblico ad assegnarlo. Il finalista prescelto verrà annunciato direttamente durante la Finale. Viene successivamente comunicato che, a seguito delle limitazioni internazionali imposte dalla COVID-19, i World Taekwondo Demonstration Team non si sono potuti presentare in Finale, quindi i finalisti scelti dal pubblico diventano 2. Di seguito i 4 candidati:
| Nome artista                               | Genere                | Esito del Web Vote |
| ------------------------------------------ | --------------------- | ------------------ |
| Emanuele e Chico                           | Addestratore con cane |                    |
| Sant Jarnail Singh Ji Gurmat Gatka Academy | Fachiri               |                    |
| Marco Miele                                | Mago                  |                    |
| Silver Ice                                 | Cantante              |                    |

Il pubblico ha scelto di mandare in finale Emanuele con il cane Chico e il mentalista Marco Miele.

## Finale
La Finale si è svolta in diretta venerdì 6 marzo 2020. Ecco i 12 finalisti di questa edizione:
| Nome artista                 | Genere                       |
| ---------------------------- | ---------------------------- |
| Claudia Lawrence             | Anziana ballerina e cantante |
| Sunshine Gospel Choir        | Coro                         |
| Francesco Carrer             | Bambino cantante             |
| Emanuele e Chico             | Addestratore con cane        |
| Marco Miele                  | Mago                         |
| Andrea Fratellini e Zio Tore | Ventriloquo                  |
| Iorio Family                 | Musicisti                    |
| Silvio Cavallo               | Cantante comico              |
| Antigravity Show             | Illusionisti informatici     |
| Compagnia Colonna            | Pole dancers                 |
| Powa Tribe                   | Crew                         |
| Claudio Morici               | Comico                       |

Al termine della puntata, dopo la proclamazione del vincitore, sono state fatte scorrere le percentuali del televoto, da cui è possibile stilare la seguente classifica:
| Posizione | Nome artista                 | Genere                       | % voti |
| --------- | ---------------------------- | ---------------------------- | ------ |
| 1º        | Andrea Fratellini e Zio Tore | Ventriloquo                  | 28,71% |
| 2º        | Francesco Carrer             | Bambino cantante             | 11,58% |
| 3º        | Claudia Lawrence             | Anziana ballerina e cantante | 9,27%  |
| 4º        | Antigravity Show             | Illusionisti informatici     | 8,66%  |
| 5º        | Emanuele e Chico             | Addestratore con cane        | 7,33%  |
| 6º        | Compagnia Colonna            | Pole dancers                 | 6,87%  |
| 7º        | Sunshine Gospel Choir        | Coro                         | 6,44%  |
| 8º        | Iorio Family                 | Musicisti                    | 5,75%  |
| 9º        | Claudio Morici               | Comico                       | 4,13%  |
| 10º       | Silvio Cavallo               | Cantante comico              | 3,85%  |
| 11º       | Marco Miele                  | Mago                         | 3,78%  |
| 12º       | Powa Tribe                   | Crew                         | 3,63%  |

Il vincitore della decima edizione di Italia's Got Talent è quindi il ventriloquo Andrea Fratellini con il pupazzo Zio Tore; completano il podio al secondo posto il giovane cantante Francesco Carrer e al terzo posto l'anziana performer Claudia Lawrence.

## Ascolti
| Puntata | Puntata   | Messa in onda    | TV8            | TV8   | Sky Uno        | Sky Uno | Fonte  | Sky Uno + TV8  | Sky Uno + TV8 |
| Puntata | Puntata   | Messa in onda    | Telespettatori | Share | Telespettatori | Share   | Fonte  | Telespettatori | Share         |
| ------- | --------- | ---------------- | -------------- | ----- | -------------- | ------- | ------ | -------------- | ------------- |
| 1       | Audizioni | 15 gennaio 2020  | 1 360 000      | 5,90% | 245 000        | 1,00%   | [ 3 ]  | 1 611 000      | 6,90%         |
| 2       | Audizioni | 22 gennaio 2020  | 1 383 000      | 5,90% | 263 000        | 1,10%   | [ 4 ]  | 1 646 000      | 7,00%         |
| 3       | Audizioni | 29 gennaio 2020  | 1 252 000      | 5,40% | 310 000        | 1,30%   | [ 5 ]  | 1 562 000      | 6,70%         |
| 4       | Audizioni | 12 febbraio 2020 | 1 297 000      | 5,60% | 217 000        | 1,00%   | [ 6 ]  | 1 514 000      | 6,60%         |
| 5       | Audizioni | 19 febbraio 2020 | 1 524 000      | 6,60% | 202 000        | 0,90%   | [ 7 ]  | 1 726 000      | 7,50%         |
| 6       | Audizioni | 26 febbraio 2020 | 1 580 000      | 6,50% | 242 000        | 1,00%   | [ 8 ]  | 1 822 000      | 7,50%         |
| 7       | Audizioni | 4 marzo 2020     | 1 844 000      | 7,60% | 337 000        | 1,70%   | [ 9 ]  | 2 181 000      | 9,30%         |
| 8       | Finale    | 6 marzo 2020     | 1 546 000      | 6,80% | 417 000        | 1,80%   | [ 10 ] | 1 963 000      | 8,60%         |
| Media   | Media     | Media            | 1 474 000      | 6,30% | 279 000        | 1,20%   |        | 1 753 000      | 7,50%         |

### Puntate speciali
In occasione del 70º Festival di Sanremo, nella serata di mercoledì 5 febbraio 2020, TV8 ha trasmesso una puntata contenente alcune delle esibizioni più apprezzate dal pubblico durante le prime 3 puntate del programma.
| Puntata         | Messa in onda   | Telespettatori | Share | Fonte  |
| --------------- | --------------- | -------------- | ----- | ------ |
| Special Edition | 5 febbraio 2020 | 554 000        | 2,30% | [ 11 ] |